# Desmodium viridiflorum
Desmodium viridiflorum är en ärtväxtart som beskrevs av Dc. Desmodium viridiflorum ingår i släktet Desmodium och familjen ärtväxter. Inga underarter finns listade i Catalogue of Life.